# Amsterdamse Doven Schaakclub TOG
De Amsterdamse Doven Schaakclub TOG (afkorting van Tot Ons Genoegen) is een schaakvereniging in Amsterdam. De vereniging richt zich op schakers die doof zijn. TOG werd opgericht in 1921 en is de oudste gehandicaptensportvereniging van Nederland.
TOG is aangesloten bij de Schaakbond Groot-Amsterdam en speelt in de SGA-competitie. Daarnaast is de club aangesloten bij de Koninklijke Nederlandse Doven Sport Bond (KNDSB).

## Geschiedenis

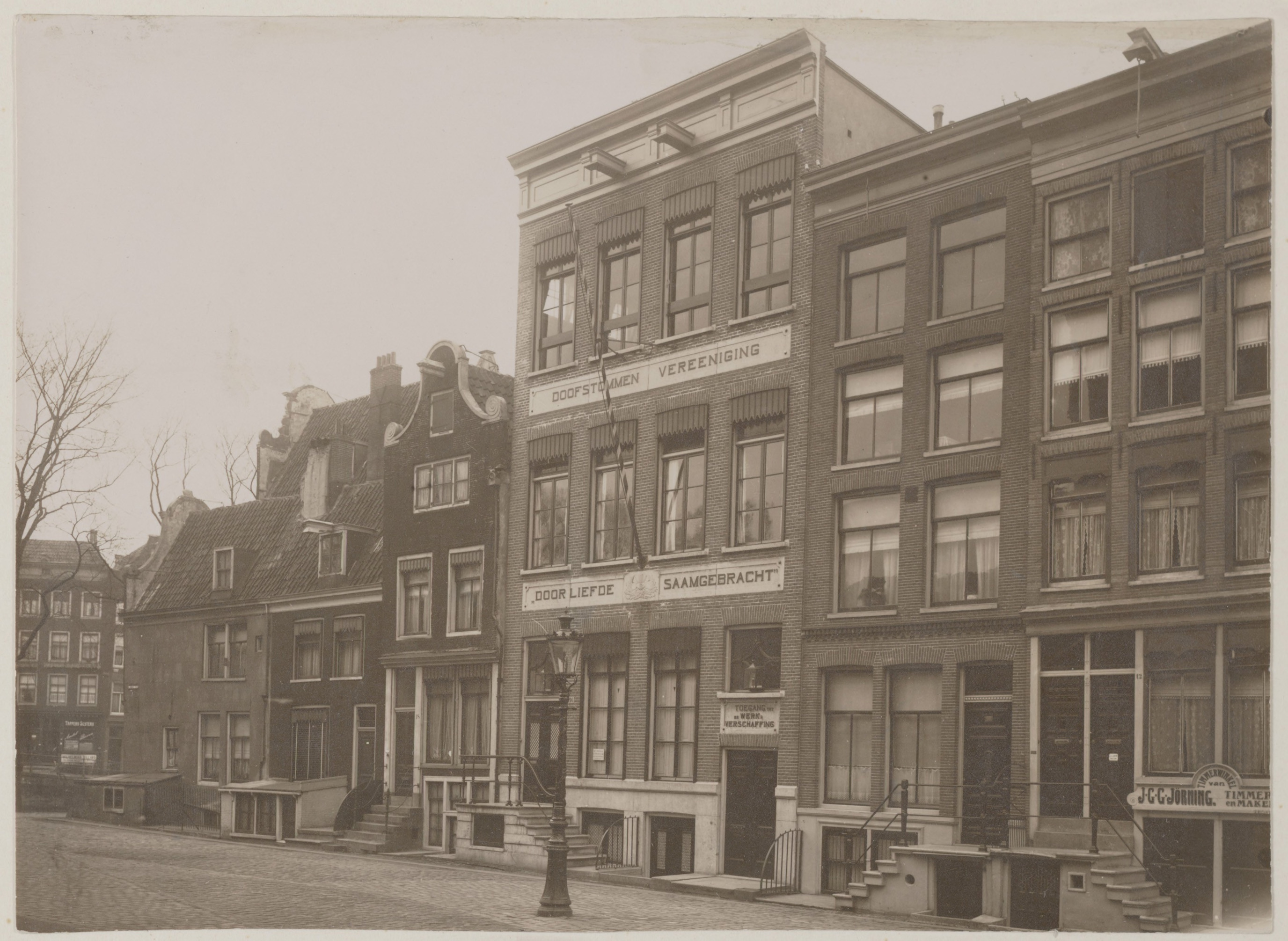
Gebouw van de Doofstommen Vereniging Door Liefde Saamgebracht, Westermarkt 16.

TOG werd opgericht op 30 maart 1921 in het gebouw van de christelijke dovenvereniging ‘Door Liefde Saamgebracht’ aan de Westermarkt 16. De naam Tot Ons Genoegen is waarschijnlijk gekozen vanwege het plezier en de ontspanning die het schaakspel geeft na een inspannende (werk)dag. Dove spelers kunnen onder elkaar makkelijker communiceren. De club was aanvankelijk zowel een dam- als schaakclub, maar in de loop der tijd heeft de club het dammen verlaten.
In oktober 1929 meldt het Tijdschrift van den Nederlandschen Schaakbond toetreding van T.O.G. bij de Amsterdamse Schaakbond. De club zou bij die bond blijven spelen tot in 1969, toen de Amsterdamse Schaakbond opging in de Schaakbond Groot-Amsterdam.
TOG had ook leden van Joodse afkomst. In de Tweede Wereldoorlog zijn zeven leden van TOG omgekomen: David Daniels, Jacob Delmonte, Elie van Gelder, Henri van Gelder, Jacob de Vries, Samuel Dirk de Vries en Mozes Wertheim.
In 1955 werd de club slachtoffer van oplichting. Een 24-jarige doofstomme kleermaker lichtte 22 mensen op door een geldinzamelingsactie te houden voor een internationaal schaaktoernooi dat zou worden georganiseerd door TOG. Hij misbruikte daarvoor de naam van de club en had de handtekening van de secretaris van de club vervalst.
Na rondgezworven te hebben op verschillende locatie heeft TOG sinds 1982 een vast clublokaal gevonden in het Dovenontmoetingscentrum aan de Stadhouderskade 89 te Amsterdam.
In 2021 vierde de club zijn 100-jarig bestaan. Ter ere van dit jubileum was de club organisator van het Europees Kampioenschap schaken voor doven. Locatie van het toernooi was het Bijlmersportcentrum. Ongeveer 125 schakers met een gehoorverlies van minimaal 55 decibel, afkomstig uit 24 verschillende landen, namen het tegen elkaar op.
Vroeger bestonden in Nederland meerdere schaakverenigingen voor doven en slechthorenden. Anno 2025 zijn hier nog twee van over. Naast TOG is dat Maasstad'87, die is gevestigd in Rotterdam.